# Zambia en los Juegos Olímpicos de Pekín 2008
Zambia estuvo representada en los Juegos Olímpicos de Pekín 2008 por ocho deportistas, seis hombres y dos mujeres, que compitieron en cuatro deportes.
El portador de la bandera en la ceremonia de apertura fue el boxeador Hastings Bwalya. El equipo olímpico zambiano no obtuvo ninguna medalla en estos Juegos.